# 常安镇 (杭州市)
常安镇，中国浙江省西北部杭州市富阳区下辖的一个镇。	

## 行政区划
现辖：
项家村、礼门村、五胜村、横溪村、东村坞村、横槎村、杏梅坞村、景山村、安禾村、大田村、董家村、东山下村、幸福村、东风村、沧洲村和小剡村。